# 罗伯特·瑟奇
罗伯特·瑟奇（波蘭語：Robert Sycz，1973年11月15日—），波兰男子赛艇运动员。他曾代表波兰参加1996年、2000年和2004年夏季奥林匹克运动会赛艇比赛，获得二枚金牌，均来自于男子轻量级双人双桨项目。